# Экономика Польши
Экономика Польши является социально-ориентированной рыночной экономикой. Шестая по величине экономика в Европейском союзе и самая большая среди бывших членов восточного блока и новых членов ЕС. С 1990 года Польша проводила политику экономической либерализации, и её экономика была единственной в ЕС, которая избежала рецессии в период финансового кризиса 2007—2008 годов. По состоянию на 2019 год польская экономика стабильно росла в течение последних 28 лет, что является рекордным показателем в ЕС. Такой рост был экспоненциальным: ВВП на душу населения по паритету покупательной способности рос в среднем на 6 % в год за последние 20 лет, что является наиболее впечатляющим показателем в Центральной Европе, в результате чего страна удвоила свой ВВП с 1990 года.
Всемирный банк классифицирует Польшу как страну с высоким уровнем дохода. Польша занимает 21-е место в мире по номинальному объёму ВВП, а также 24-е место в рейтинге легкости ведения бизнеса на 2017 год. Польша имеет очень разнообразную экономику, которая занимает 21-е место в индексе экономической сложности на 2016 год. Крупнейшим компонентом его экономики является сектор услуг (62,3 %), за которым следуют промышленность (34,2 %) и сельское хозяйство (3,5 %). В результате экономической реформы 1989 года внешний долг Польши увеличился с 42,2 млрд $ в 1989 году до 365,2 млрд $ в 2014 году. В 2017 году Польша отправила товаров по всему миру на сумму 224,6 млрд $, а экспорт увеличился до 221,4 млрд $. Основные экспортные товары страны включают машины, электронное оборудование, транспортные средства, мебель и пластмассы.
По данным Центрального статистического управления Польши, в 2010 году темпы экономического роста в Польше составили 3,7 %, что стало одним из лучших результатов в Европе. В 2014 году экономика Польши выросла на 3,3 %, а в 2015 году на 3,8 %. Хотя в 2016 году экономический рост замедлился, меры государственного стимулирования в сочетании с ужесточением рынка труда в конце 2016 года положили начало новому росту, который в 2017 году, по данным Центрального статистического управления Польши, составил 5,2 %.
29 сентября 2017 года финансовая компания FTSE Group, осуществляющая расчёт фондовых индексов, объявила результаты ежегодной классификации рынков, по данным которого повысила экономику Польши с развивающегося рынка до развитого рынка; Польша — первая из посткоммунистических стран, достигшая этого статуса. Другие финансовые компании (в частности, MSCI и S&P) относят Польшу к развивающимся рынкам.

## История
В период Польской Народной Республики в 1949 г. был досрочно выполнен 3-летний план (1947—1949) восстановления и развития народного хозяйства. В результате его реализации укрепился социалистический сектор в народном хозяйстве. Существенно изменились пропорции в промышленном производстве в пользу тяжёлой промышленности. На базе экономических успехов повысился материальный и культурный уровень народа, была фактически решена проблема занятости населения. Широко развернулась борьба за ликвидацию неграмотности. После завершения процесса восстановления народного хозяйства Польша приступила к осуществлению социалистической индустриализации страны. Большую роль в этот период сыграла помощь Советского Союза. В январе 1949 Польша стала членом Совет экономической взаимопомощи.В 1950—1955 гг. был выполнен 5-летний план развития народного хозяйства, в результате которого Польша превратилась из аграрно-индустриальной в индустриально-аграрную страну. Довоенный уровень промышленного производства был превзойдён в 1965 в 12 раз. Удельный вес промышленности в национальном доходе возрос примерно с 30 % (1938) до 52 % (1965), а доля средств производства в общей промышленной продукции, соответственно, - с 42 % до 63 %. Решающая роль в промышленности принадлежала социалистическому сектору, дававшему свыше 99,5 % всей промышленной продукции Польши. Перспективу в развитии сельского хозяйства определяли социалистические формы собственности и хозяйственной деятельности: земледельческие производственные кооперативы (кооперативный сектор) и госсельхозы (государственный сектор). Но частный сектор в сельском хозяйстве оставался преобладающим. Был также значительный рост производительных сил и национального дохода (за эти годы национальный доход увеличился на 34 %, валовая продукция возросла на 149 %). К 1974 более чем в 20 раз (по сравнению с 1938) увеличилась валовая продукция промышленности, почти в 2 раза возросло сельско-хозяйственное производство. За 1949—73 капитальные вложения в народное хозяйство увеличились в 12 раз, в промышленности произошло обновление и 6-кратное увеличение основных фондов. Экономическому росту ПНР в значительной мере содействовала экономическая помощь СССР в годы восстановления хозяйства страны, а затем в период индустриализации.
После преобразования в 1989 году социалистической Польской Народной Республики в Республику Польша и избрания Правительства, которое возглавили премьер Тадеуш Мазовецкий и вице-премьер и министр финансов Лешек Бальцерович, в стране начались рыночные и демократические реформы: либерализация цен и приватизация госсобственности.
С 1 мая 2004 года Польша вошла в состав Европейского Союза.

### После финансового кризиса 2009 года
В 2009 году, в самый разгар финансового кризиса 2007—2008 годов, ВВП Европейского Союза в целом снизился на 4,5 %, а польский ВВП увеличился на 1,6 %. По состоянию на ноябрь 2013 года размер экономики ЕС остается ниже докризисного уровня, в то время как экономика Польши увеличилась на 16 %. Основными причинами его успеха, по-видимому, являются большой внутренний рынок (с точки зрения населения занимает шестое место в ЕС) и благоприятный для бизнеса политический климат. Экономические реформы, проведенные после падения коммунизма в 1990-х годах, также сыграли свою роль; В период с 1989 по 2007 год экономика Польши выросла на 177 %, быстрее, чем другие страны Восточной и Центральной Европы, и в то же время миллионы остались без работы.
Однако колебания экономических циклов повлияли на уровень безработицы в Польше, который к началу 2013 года достиг почти 11 %. Этот уровень все еще был ниже среднего по Европе и впоследствии начал падать. По данным Евростата, по состоянию на октябрь 2017 года уровень безработицы в Польше составлял 4,6 %. По данным Евростата в октябре 2019 года уровень безработицы в Польше составлял 3,2 %. По данным Евростата в июне 2021 года уровень безработицы в Польше составлял 3,6 %.

### События 2022 года
В июле 2022 года Польский Национальный банк Польши (НБП) опубликовал негативный прогноз по экономике страны, согласно которому ВВП упадет на 0,5% в первом квартале следующего года, а инфляция вырастет до 18,8%. Инфляция в Польше, составившая в июне 15,5%, уже достигла наивысшего уровня с 1996 г. Чтобы сдержать рост цен, НБП повышал процентные ставки 10 раз подряд, ставка была увеличена с 0,1% до 6,5%. Ожидается, что ЦБ снова повысит базовую ставку на своем следующем заседании в сентябре. Эксперты связывают инфляцию с противостоянием с Россией и дефицитом энергоносителей. Отчасти, инфляция также связана с эпидемией коронавируса и мерами по стимулированию экономики, принятыми в ЕС в 2020 году. К примеру, для борьбы с начинающейся инфляцией, центральный банк Польши начал повышение ключевых ставок ещё в октябре 2021, задолго до начала энергетического кризиса.
По данным Bloomberg в июне и июле 2022 года рост потребительских цен составил 15,5% по сравнению с предыдущим годом. В июле цены выросли на 0,4% по сравнению с предыдущим месяцем.
Как сообщает Forbes, 1,6 млн домохозяйств испытывают нехватку энергии. В случае, если правительство не примет мер по заморозке цен на газ, стоимость отопления дома на небольшую семью может вырасти до 266 долларов в месяц. При этом средняя месячная зарплата нетто в Польше составляет 920 долларов. Одним из основных источников тепла в Польше остаётся уголь. После отказа от импорта российского угля Польше пришлось поставлять уголь из Колумбии и Южной Африки, что существенно повысило его цену.
21 октября 2022 года Bloomberg сообщил о падении индекса варшавской биржи WIG20 на 38% с начала года и что это стало максимальным падением среди всех первичных индикаторов акций, которые отслеживает агентство. Отмечено, что за это же время злотый ослаб на 4% по отношению к евро и на 17% по отношению к доллару.
По оценке агентства, к октябрю экономические данные Польши рисуют мрачную картину: инфляция на уровне 17,2%, двузначные отрицательные реальные процентные ставки и растущий дефицит бюджета и текущего счета. Рост экономики стоимостью 674 миллиарда долларов зависит от спроса со стороны Германии и региона евро, в которых вероятна рецессия. Говорилось также об увеличении доходности по суверенным облигациям после того, как ЦБ принял решение не повышать ставку на фоне растущей инфляции. Отмечено также, что правительство увеличивает расходы по значительной части статей бюджета перед выборами, которые должны состояться примерно через год. Аналитик Bank of America Май Доан выразила обеспокоенность агрессивной фискальной экспансией в следующем году, прогнозируя, что дефицит бюджета в Польше может увеличиться составив 7% ВВП вместо 4,5%, прогнозируемых ранее.

## Статистика
В следующей таблице показаны основные экономические показатели за 1980—2021 года. Инфляция менее 2 % обозначена зелёной стрелкой.
| Год  | ВВП (ППС) (в млрд долл. США) | ВВП на душу населения (ППС) (в долл. США) | Рост ВВП (реальный) | Уровень инфляции (в процентах) | Безработица (в процентах) | Государственный долг (в процентах от ВВП) |
| ---- | ---------------------------- | ----------------------------------------- | ------------------- | ------------------------------ | ------------------------- | ----------------------------------------- |
| 1980 | 171,6                        | 4 824                                     | −6,0 %              | 9,4 %                          | н/д                       | н/д                                       |
| 1981 | ▼169,0                       | ▼4 710                                    | ▼−10,0 %            | ▲21,2 %                        | н/д                       | н/д                                       |
| 1982 | ▲170,8                       | ▲4 715                                    | ▼−4,8 %             | ▲100,8 %                       | н/д                       | н/д                                       |
| 1983 | ▲187,4                       | ▲5 102                                    | ▲5,6 %              | ▼22,1 %                        | н/д                       | н/д                                       |
| 1984 | ▲193,4                       | ▲5 221                                    | ▼−0,4 %             | ▲75,6 %                        | н/д                       | н/д                                       |
| 1985 | ▲207,3                       | ▲5 553                                    | ▲3,9 %              | ▼15,1 %                        | н/д                       | н/д                                       |
| 1986 | ▲218,8                       | ▲5 826                                    | ▲3,5 %              | ▲17,8 %                        | н/д                       | н/д                                       |
| 1987 | ▲229,4                       | ▲6 077                                    | ▲2,3 %              | ▲25,3 %                        | н/д                       | н/д                                       |
| 1988 | ▲245,3                       | ▲6 492                                    | ▲3,3 %              | ▬60,2 %                        | н/д                       | н/д                                       |
| 1989 | ▲264,6                       | ▲6 996                                    | ▲3,8 %              | ▲251,1 %                       | н/д                       | н/д                                       |
| 1990 | ▼254,8                       | ▼6 674                                    | ▼−7,2 %             | ▲585,8 %                       | 6,3 %                     | н/д                                       |
| 1991 | ▼245,0                       | ▼6 399                                    | ▼−7,0 %             | ▼70,3 %                        | ▲11,8 %                   | н/д                                       |
| 1992 | ▲255,7                       | ▲6 661                                    | ▲2,0 %              | ▼43,0 %                        | ▲13,6 %                   | н/д                                       |
| 1993 | ▲272,9                       | ▲7 090                                    | ▲4,3 %              | ▼35,3 %                        | ▲16,4 %                   | н/д                                       |
| 1994 | ▲293,4                       | ▲7 605                                    | ▲5,2 %              | ▼32,2 %                        | ▼11,4 %                   | н/д                                       |
| 1995 | ▲319,7                       | ▲8 287                                    | ▲6,7 %              | ▼27,9 %                        | ▲13,3 %                   | 48,7 %                                    |
| 1996 | ▲345,9                       | ▲8 958                                    | ▲6,2 %              | ▼19,9 %                        | ▼12,3 %                   | ▼43,1 %                                   |
| 1997 | ▲376,7                       | ▲9 751                                    | ▲7,1 %              | ▼14,9 %                        | ▼11,2 %                   | ▼42,7 %                                   |
| 1998 | ▲399,9                       | ▲10 347                                   | ▲5,0 %              | ▼11,8 %                        | ▼10,6 %                   | ▼38,7 %                                   |
| 1999 | ▲423,9                       | ▲10 965                                   | ▲4,5 %              | ▼7,3 %                         | ▲13,1 %                   | ▲39,3 %                                   |
| 2000 | ▲452,0                       | ▲11 814                                   | ▲4,3 %              | ▲10,1 %                        | ▲16,1 %                   | ▼36,4 %                                   |
| 2001 | ▲467,8                       | ▲12 229                                   | ▲1,2 %              | ▼5,5 %                         | ▲18,2 %                   | ▲37,1 %                                   |
| 2002 | ▲481,9                       | ▲12 603                                   | ▲1,4 %              | ▼1,9 %                         | ▲20,2 %                   | ▲41,5 %                                   |
| 2003 | ▲508,6                       | ▲13 310                                   | ▲3,5 %              | ▼0,8 %                         | ▼19,9 %                   | ▲46,3 %                                   |
| 2004 | ▲548,3                       | ▲14 358                                   | ▲5,0 %              | ▲3,5 %                         | ▼19,3 %                   | ▲45,1 %                                   |
| 2005 | ▲585,3                       | ▲15 335                                   | ▲3,5 %              | ▼2,2 %                         | ▼18,1 %                   | ▼46,6 %                                   |
| 2006 | ▲640,4                       | ▲16 784                                   | ▲6,1 %              | ▼1,2 %                         | ▼14,2 %                   | ▲47,3 %                                   |
| 2007 | ▲704,1                       | ▲18 470                                   | ▲7,1 %              | ▲2,5 %                         | ▼9,9 %                    | ▼44,5 %                                   |
| 2008 | ▲737,9                       | ▲19 358                                   | ▲4,2 %              | ▲4,3 %                         | ▼7,5 %                    | ▲46,7 %                                   |
| 2009 | ▲773,9                       | ▲20 295                                   | ▲2,8 %              | ▼3,8 %                         | ▲8,5 %                    | ▲49,8 %                                   |
| 2010 | ▲812,5                       | ▲21 370                                   | ▲3,7 %              | ▼2,6 %                         | ▲10,0 %                   | ▲53,5 %                                   |
| 2011 | ▲868,8                       | ▲22 828                                   | ▲4,8 %              | ▲4,3 %                         | ▼9,9 %                    | ▲54,7 %                                   |
| 2012 | ▲903,8                       | ▲23 745                                   | ▲1,3 %              | ▼3,7 %                         | ▲10,4 %                   | ▼54,4 %                                   |
| 2013 | ▲934,5                       | ▲24 553                                   | ▲1,1 %              | ▼1,1 %                         | ▲10,6 %                   | ▲56,5 %                                   |
| 2014 | ▲968,3                       | ▲25 471                                   | ▲3,4 %              | ▼0,1 %                         | ▼9,2 %                    | ▼51,1 %                                   |
| 2015 | ▲1 020,6                     | ▲26 856                                   | ▲4,2 %              | ▼−0,9 %                        | ▼7,7 %                    | ▲51,3 %                                   |
| 2016 | ▲1 075,2                     | ▲28 321                                   | ▲3,1 %              | ▲−0,7 %                        | ▼6,3 %                    | ▲54,2 %                                   |
| 2017 | ▲1 145,3                     | ▲30 162                                   | ▲4,8 %              | ▲2,0 %                         | ▼5,0 %                    | ▼50,6 %                                   |
| 2018 | ▲1 235,4                     | ▲32 532                                   | ▲5,4 %              | ▼1,8 %                         | ▼3,9 %                    | ▼48,8 %                                   |
| 2019 | ▲1 317,2                     | ▲34 689                                   | ▲4,7 %              | ▲2,2 %                         | ▼3,3 %                    | ▼45,6 %                                   |
| 2020 | ▼1 303,7                     | ▼34 348                                   | ▼−2,2 %             | ▲3,4 %                         | ▼3,2 %                    | ▲57,1 %                                   |
| 2021 | ▲1 437,8                     | ▲37 997                                   | ▲5,9 %              | ▲5,1 %                         | ▲3,4 %                    | ▼53,8 %                                   |

## Финансы
Национальной валютой является польский злотый. Правительство Польши не планирует в ближайшие годы входить в еврозону, отменив злотый.
Дефицит бюджета Польши:
в 2008 — 26,91 млрд долл.;
в 2007 — 20,12 млрд долл.
Внешний долг Польши по состоянию на 31 декабря 2008 года составляет 243,5 млрд долларов США, что на 10,1 млрд больше, чем в 2007 году.
Золотовалютные резервы уменьшились в 2008 году, по сравнению с 2007 годом, на 3,57 млрд долларов США.
Варшавская фондовая биржа, на которой котируются следующие фондовые индексы:
- WIG — включает в себя все зарегистрированные на бирже компании.
- WIG20 — включает в себя 20 крупнейших по капитализации компаний.
- WIG30[англ.] — включает в себя 30 крупнейших по капитализации компаний.

Финансовая компания FTSE Group, осуществляющая расчёт фондовых индексов, классифицирует Польшу как страну с развитым рынком, этот статус был присвоен 29 сентября 2017 года; Польша — первая из посткоммунистических стран, достигшая этого статуса. Другие финансовые компании (в частности, MSCI и S&P) относят Польшу к развивающимся рынкам.
По данным агентства Bloomberg в августе 2022 варшавский индекс WIG20 в снизился на 11%, что стало самым большим падением среди 92 основных мировых индикаторов акций. Польские акции в этом году упали на 32%, продемонстрировав худшие результаты со времен кризиса 2008 года, и торгуются по самым низким ценам по сравнению с аналогами в истории. Ценные бумаги WIG20 на тот момент стали дешевыми за всю историю наблюдений по сравнению с аналогами.
Акции крупнейшей в стране электроэнергетической компании PGE SA в этом месяце упали на 30%.
По мнению агентства, восстановление маловероятно до тех пор, пока инвесторы не поймут, как Европа переживет энергетический кризис этой зимой, когда сокращение поставок российского газа окажет наибольшее влияние. По словам Рафала Янчика, управляющего фондом TFI Allianz Polska SA иностранные инвесторы обеспокоены статусом Польши как приграничной страны к войне на Украине и вмешательством государства в крупнейшие компании.

## Сельское хозяйство
В 2008 году на сельское хозяйство приходилось 4,5 % ВВП; в данном секторе занято (2005) 17,4 % активного населения страны.
В настоящее время в Польше 2 млн частных хозяйств, занимающих 90 % всех сельскохозяйственных угодий и на которые приходится примерно такой же процент от общего объёма сельскохозяйственного производства. На фермы с площадью более 15 га приходится 9 % от общего числа хозяйств. Но при этом они охватывают 45 % от общей площади сельскохозяйственных угодий. Более половины домашних хозяйств в Польше производят продукцию для собственного потребления.
Польша является крупным производителем овощей и фруктов (картофеля, сахарной свеклы, рапса; помидоров, яблок); также зерновых[каких?].
Развито животноводство (свинина) и птицеводство (курятина).
Польша экспортирует: фрукты и овощи, мясо и молочные продукты;
импортирует в страну — пшеницу, фуражное зерно, растительное масло.

## Промышленность
В стране добываются каменный и бурый уголь, медь, цинк, свинец, сера, природный газ, поваренная соль, ведутся лесозаготовки.
Основными отраслями промышленности являются:
- машиностроение (судостроение, станкостроение);
- чёрная металлургия;
- угольная промышленность;
- текстильная промышленность;
- химическая промышленность (производство азотных удобрений, нефтепродуктов). Крупнейшая польская химическая компания — Grupa Azoty[43]

В стране развиваются автомобилестроение, электротехника и производство электроники.
Весьма развита пищевая промышленность.
Рост промышленного производства составил 4,8 % (2008).

## Энергетика

### Не возобновляемая энергия
Доказанные извлекаемые запасы природных энергоносителей Польши в соответствии с информацией U.S. Energy Information Administration (на декабрь 2015 г.) и данными EES EAEC оценивались в объёме 3,310 млрд тут (в угольном эквиваленте), в том числе 3,187 млрд тут или 96,3% — уголь. Доля страны в общемировых запасах несколько превышает 0,26%. Однако, как это следует из энергетической зависимости и данных таблицы 1, Польша является нетто-импортером сырой нефти, природного газа и, начиная с 2018 года, угля.
В 2019 г. Польша — нетто-импортер всех энергоносителей. Превышение импорта над экспортом всего 48,8 млн toe.
Конечное энергетическое потребление — 69,1 млн toe.
Уровень электрификации (доля электроэнергии) в конечном потреблении всего — 17,5%, в промышленности — 29,5%, транспорт — 1,3% и другие сектора — 23,2%.
Суммарная установленная производственная электрическая мощность на 31 декабря 2024 года составляла 72,8 ГВт, из которых 33,6 ГВт приходилось на возобновляемые источники энергии (46,2 %). Большая часть установленной мощности приходиться на солнечную энергию, вторым по значимости источником является энергия ветра. В структуре производства энергии преобладает генерация на традиционных энергоблоках, т. е. электростанциях и ТЭЦ, работающих на каменном угле, электростанциях на буром угле и ТЭЦ, работающих на природном газе. В Польше (энергетический сектор все еще на 70 % основан на угле) для производства 1 кВтч электроэнергии необходимо выбрасывать 724 г CO2, что в три раза больше, чем в среднем по Европе (226 г CO2). Это одна из причин, по которым уровень цен на электроэнергию в Польше является самым высоким в ЕС (по данным Европейской комиссии, в третьем квартале 2020 года средняя цена на электроэнергию на оптовом рынке Польши составляла 52 евро за 1 МВтч, или на 60 % больше, чем в среднем по Европе за этот период). Это означает гораздо более высокие сборы, которые польские компании должны платить за квоты на выбросы CO2. Они, в свою очередь, побили новый исторический рекорд в начале июля 2021 года (предыдущий был зафиксирован в середине мая 2021 года), достигнув почти 59 евро за тонну. Даже в начале 2018 года цены на квоты на выбросы колебались в районе нескольких евро за тонну.

#### Уголь
2010-е: Угольные шахты Польши оказались не в состоянии покрыть внутренний спрос (польские эксперты обвиняют в этом политику Евросоюза в области климата и энергетики), польские угольные компании не могут увеличить добычу настолько, чтобы покрыть запросы отечественных потребителей, даже несмотря на инвестиции.
Поэтому польские энергетические компании импортируют российский уголь, применяемый уже не только в теплоэнергетике, но даже и в электроэнергетике. Импорт угля в Польшу в 2018 году составил 18—19 млн тонн, из них 70 % — из России (в 2019 объём импорта российского угля достиг 20 миллионов тонн). Цена российского угля для Польши примерно на 15-20% ниже, чем поставки из других стран, при этом Варшава предпринимает попытку отказаться от угля из России.
По данным Politico в Польше разразился политический скандал, премьер-министра Матеуш Моравецкий подвергся критике за отсутствие официальной оценки возможного воздействия на экономику Польши санкций против российского угля, «прежде чем проголосовать за них».  Эксперты указывают, что существует «очень большой риск того, что для некоторых домохозяйств угля не хватит», по оценке Польша столкнется с нехваткой от 1 до 2 миллионов тонн угля. Говорится о возможных политических последствиях этой ситуации: согласно опросам впервые с 2015 года правящая партия может потерять власть.
Financial Times сообщил, что меры польского правительства по субсидированию закупок угля были раскритикованы экологами как опасный разворот усилий по борьбе с глобальным потеплением. В 2021 году правительство Польши подписало соглашение с горнодобывающей промышленностью и профсоюзами о закрытии всех угольных шахт к 2049 году. Из-за дефицита цена на уголь в Польше за прошедший год увеличилась в 3 раза. Дистрибьюторы угля жалуются на логистические проблемы и дополнительные затраты по сравнению с поставками из соседней России. По мнению Лукаша Горбача, президента Торгово-промышленной палаты польских углепродавцов, качество воздуха будет намного хуже из-за сжигания большого количества мусора в целях экономии.

#### Газ
В год Польша потребляет порядка 15—16 млрд кубометров газа.
5 млрд из них добываются в самой Польше; в 2010-х американские компании изучали запасы сланцевого газа, но коммерческих запасов не нашли и в итоге пришли к выводу, что добыча его в Польше нерентабельна.
Крупнейшим поставщиком газа для Польши (около 80 % в 2016 году; 69 % в 2018; 60 % в 2019; в 2020 — чуть меньше 60 %) является «Газпром»;
срок действия контракта PGNiG с «Газпромом» истекает в 2022 году.
На рубеже 2011—2012 гг. Польша начинает строительство СПГ-терминала в Свиноуйсьце (при этом, на момент начала строительства — США не производили СПГ, там не существовало ни одного СПГ-завода). Впоследствии, с конца 2015, на него из Катара прибывало по 1,1 млрд кубометров газа.
В октябре 2018 PGNiG подписала, по заявлению её главы Петра Вожняка, контракт с американской компанией Venture Global LNG, по которому в течение 20 лет она будет ежегодно получать из США по 2 млн тонн СПГ; подобный контракт, в ноябре, — и с компанией Cheniere.
Страна запустила, в качестве альтернативы «Северному потоку — 2», собственный проект по строительству газопровода Baltic Pipe, который проложен от польского побережья в Данию по дну Балтийского моря, а затем подключается к норвежской газотранспортной сети. Baltic Pipe официально вступил в строй 27 сентября 2022 года. Еще до его запуска страна полностью отказалась от российского газа.
Энергетическая зависимость* Польши  по агрегированным группам энергоносителей и в целом в соответствии с данными Eurostat (на 27.01.21) иллюстрируется следующей диаграммой
*Примечания. 1. Энергетическая зависимость показывает, в какой степени экономика зависит от импорта для удовлетворения своих энергетических потребностей. Рассчитывается из отношения импорта-нетто (импорт минус экспорт) на сумму валового внутреннего потребления первичных энергоносителей   и бункерного топлива. 2. Отрицательное значение указывает на чистого экспортера: страну, которая экспортирует больше топлива, чем потребляет.
Состояние энергетики страны в 2019 году иллюстрируется данными отдельных статей топливно-энергетического баланса (ТЭБ) Польши
| Таблица 1. Отдельные статьи ТЭБ Польши за 2019 г., тыс. тонн нефтяного эквивалента |                                |         |        |                |                                     |                |           |                |
| Энергоносители                                                                     | Производство первичной энергии | Экспорт | Импорт | Общая поставка | Конечное энергетическое потребление | Промышленность | Транспорт | Другие сектора |
| Электроэнергия                                                                     | --                             | 623     | 1536   | 913            | 12073                               | 4873           | 293       | 6907           |
| Теплоэнергия                                                                       | 22                             | --      | --     | 22             | 5577                                | 867            | --        | 4710           |
| Производные газов                                                                  | --                             | --      | --     | --             | 451                                 | 451            | --        | --             |
| Природный газ                                                                      | 3427                           | 579     | 14643  | 16925          | 9323                                | 3910           | 388       | 5025           |
| Невозобновляемые отходы                                                            | 1065                           | --      | --     | 1065           | 820                                 | 815            |           | 5              |
| Ядерное тепло                                                                      | --                             | --      | --     | --             | --                                  | --             | --        | --             |
| Сырая нефть и нефтепродукты (без биотоплива)                                       | 1009                           | 5426    | 36160  | 30222          | 25427                               | 906            | 21076     | 3446           |
| Сланец и битуминозный песок                                                        | --                             | --      | --     | --             | --                                  | --             | --        | --             |
| Торф и продукты из торфа                                                           | --                             | --      | --     | --             | --                                  | --             | --        | --             |
| Возобновляемые и биотопливо                                                        | 9470                           | 639     | 1095   | 9905           | 6418                                | 1871           | 1025      | 3522           |
| Твердое органическое топливо                                                       | 44353                          | 7431    | 10069  | 43841          | 9044                                | 2839           | 0         | 6205           |
| Всего                                                                              | 59345                          | 14698   | 63504  | 102893         | 69135                               | 16534          | 22782     | 29819          |
| Доля электроэнергии                                                                | --                             | 4,24%   | 2,42%  | --             | 17,46%                              | 29,47%         | 1,29%     | 23,16%         |

### Гидроэнергетика
В 2024 году мощность гидроэнергетики составляла 2 347 МВт.

### Возобновляемая энергия
В 2024 году мощность возобновляемой энергетики составляла 32 423 МВт.

#### Биогаз
В 2024 году мощность биогаза составила 276 МВт.

#### Биоэнергетика
В 2024 году мощность биоэнергетики составляла 1 176 МВт.

#### Ветроэнергетика
По состоянию на 31 января 2025 года мощность ветроэнергетики составляла 10 147,6 МВт.

#### Солнечная энергетика
По состоянию на 31 января 2025 года мощность солнечной энергетики составляла 21 462,7 МВт.

## Транспорт
Главными морскими портами страны являются Щецин/Свиноуйсьце, Гданьск, Гдыня, Колобжег.
Европейские маршруты, проходящие через Польшу: Е28, Е30, Е40, Е65.
Протяжённость железных дорог в стране - 26 644 км. Железнодорожные перевозки по стране осуществляет компания «Польские государственные железные дороги».

## Занятость
По данным Евростата, в октябре 2019 года уровень безработицы в Польше составлял 3,2 %. По данным Евростата, в июне 2021 года уровень безработицы в Польше составлял 3,6 %.

## Доходы населения
Средний чистый доход домохозяйства Польши на одного члена домохозяйства в 2019 году составил 1769 польских злотых в месяц (469 $).

### Оплата труда
По состоянию на 1 января 2019 года средний размер оплаты труда в Польше составляет 5071,25 злотых (1180,16 евро, брутто), и 3600 злотых (837,78 евро, нетто).
С 1 января 2021 МРОТ составляет 2800 злотых (630,55 евро) в месяц и 18,30 злотых (4,12 евро) в час.
По данным ОЭСР индекс Кейтца (отношение МРОТ к медианной зарплате) в Польше по состоянию на 2020 год составляет 56 %, а отношение МРОТ к средней зарплате составляет 45 %. По состоянию на апрель 2019 года средний размер оплаты труда в Польше составляет 5186 злотых (1211,96 евро, брутто), и 3680 злотых (860,02 евро, нетто).; в 2020 году составит 49,7 %, согласно прогнозируемой средней заработной платы в Польше; в 2021 году составит 53,2 %, согласно прогнозируемой средней заработной платы в Польше; в 2025 году составит 53,83 %, согласно прогнозируемой средней заработной платы в Польше.
С 1 января 2022 года минимальный размер оплаты труда брутто составляет 3010 злотых (€667,50), а нетто 2363,56 злотых (€524,19).
С 1 января 2023 года минимальный размер оплаты труда брутто составляет 3490 злотых (€742,54), а нетто 2709,48 злотых (€576,48).
С 1 июля 2023 года минимальный размер оплаты труда брутто составляет 3600 злотых (€811,84), а нетто 2783,86 злотых (€627,79).
С 1 января 2024 года минимальный размер оплаты труда брутто составляет 4242 злотых (€973,87), а нетто 3221,98 злотых (€739,70).
С 1 июля 2024 года минимальный размер оплаты труда брутто составляет 4300 злотых (€999,99), а нетто 3261,53 злотых (€758,44).
С 1 января 2025 года минимальный размер оплаты труда брутто составляет 4666 злотых (€1119,16), а нетто 3510,92 злотых (€842,11). Минимальная почасовая оплата брутто составила 30,50 злотых (€7,23).

### Пенсии
С 1 октября 2017 года в Польше вступил в действие закон, который снизил возраст выхода на пенсию для мужчин до 65 лет, а для женщин — до 60 лет.
С 1 марта 2019 года в Польше минимальная пенсия составляет 1100 злотых (255,92 евро, брутто) и 934,60 злотых (217,42 евро, нетто). С 1 марта 2020 года в Польше минимальная пенсия составляет 1200 злотых (280,79 евро, брутто) и 1000,70 злотых (234,16 евро, нетто).

### Социальные пособия
С 1 июля 2019 года ежемесячное пособие за первого ребёнка и каждого последующего составляет 500 злотых (116,33 евро, нетто).
С 1 января 2024 года ежемесячное пособие за первого ребёнка и каждого последующего составляет 800 злотых (191,88 евро, нетто).

### Налогообложение доходов
С 1 октября 2019 года подоходный налог в Польше снижен с 18 до 17 %.
С 1 августа 2019 года в Польше отменён подоходный налог для работников младше 26 лет, если заработок работника меньше 85 528 злотых (около 20 000 €) в год, это затронет около 2 миллионов молодых работников в Польше.

## ВВП
В 2026 году — рост ВВП на 3,1 % — $1040,634 млрд (номинальный), $2125,532 млрд (ППС) — (прогноз МВФ по данным на апрель 2025 года).